# ماتياس غونزاليس (لاعب كرة قدم مواليد 1994)
ماتياس غونزاليس (بالإسبانية: Matías Nahuel González)‏ هو لاعب كرة قدم أرجنتيني في مركز الدفاع، ولد في 20 يوليو 1994 في الأرجنتين. لعب مع Club Atlético Colegiales (Argentina) ‏.

## وصلات خارجية
- ماتياس غونزاليس (لاعب كرة قدم مواليد 1994) على موقع قاعدة بيانات كرة القدم.إي يو (الإنجليزية)
- ماتياس غونزاليس (لاعب كرة قدم مواليد 1994) على موقع Soccerway.com (الإنجليزية)